# Grand Prix de l'Escaut 2020
La 108e édition du Grand Prix de l'Escaut a lieu le 14 octobre 2020. La course fait partie du calendrier UCI ProSeries 2020 en catégorie 1.Pro.

## Présentation

### Équipes
Vingt-cinq équipes participent à ce Grand Prix de l'Escaut - quinze WorldTeams, neuf ProTeams et une équipe continentale :
| WorldTeams (15)- Deceuninck-Quick Step - Lotto Soudal - Bahrain McLaren - Bora-Hansgrohe - Astana - CCC Team - Cofidis - Groupama-FDJ - Israel Start-Up Nation - Mitchelton-Scott - NTT Pro Cycling - Ineos Grenadiers - Team Sunweb - Trek-Segafredo - UAE Team Emirates ProTeams (9)- Alpecin-Fenix - B&B Hotels-Vital Concept p/b KTM - Bingoal-Wallonie Bruxelles - Circus-Wanty Gobert - Nippo Delko One Provence - Riwal Securitas - Sport Vlaanderen-Baloise - Arkéa-Samsic - Total Direct Énergie Équipe continentale- Tarteletto-Isorex |
| |

## Récit de la course
Initialement deuxième du sprint, Pascal Ackermann (Bora-Hansgrohe) est déclassé en provoquant la chute d'August Jensen (Riwal Securitas), de Pierre Barbier (Nippo Delko One Provence) et de Iván García Cortina (Bahrain-McLaren) dans les 150 derniers mètres.

## Classements

### Classement final
| \| Classement général \| Classement général \| Classement général \| Classement général \| Classement général \| \| Coureur \| Coureur \| Pays \| Équipe \| Temps \| \| ------------------ \| ------------------ \| ------------------ \| -------------------------------- \| ------------------ \| \| 1er \| Caleb Ewan \| Australie \| Lotto-Soudal \| 3 h 34 min 38 s \| \| 2e \| Niccolò Bonifazio \| Italie \| Total Direct Énergie \| + 0 s \| \| 3e \| Bryan Coquard \| France \| B&B Hotels-Vital Concept p/b KTM \| + 0 s \| \| 4e \| Tim Merlier \| Belgique \| Alpecin-Fenix \| + 0 s \| \| 5e \| Jasper Philipsen \| Belgique \| UAE Team Emirates \| + 0 s \| \| 6e \| Amaury Capiot \| Belgique \| Sport Vlaanderen-Baloise \| + 0 s \| \| 7e \| Arvid de Kleijn \| Pays-Bas \| Riwal Securitas \| + 0 s \| \| 8e \| Sam Bennett \| Irlande \| Deceuninck-Quick Step \| + 0 s \| \| 9e \| Itamar Einhorn \| Israël \| Israel Start-Up Nation \| + 0 s \| \| 10e \| Romain Cardis \| France \| Total Direct Énergie \| + 0 s \| |                   |           |                                  |                 |
| |                   |           |                                  |                 |
| Source : ProCyclingStats |                   |           |                                  |                 |
| Classement général |                   |           |                                  |                 |
| Coureur | Coureur           | Pays      | Équipe                           | Temps           |
| 1er | Caleb Ewan        | Australie | Lotto-Soudal                     | 3 h 34 min 38 s |
| 2e | Niccolò Bonifazio | Italie    | Total Direct Énergie             | + 0 s           |
| 3e | Bryan Coquard     | France    | B&B Hotels-Vital Concept p/b KTM | + 0 s           |
| 4e | Tim Merlier       | Belgique  | Alpecin-Fenix                    | + 0 s           |
| 5e | Jasper Philipsen  | Belgique  | UAE Team Emirates                | + 0 s           |
| 6e | Amaury Capiot     | Belgique  | Sport Vlaanderen-Baloise         | + 0 s           |
| 7e | Arvid de Kleijn   | Pays-Bas  | Riwal Securitas                  | + 0 s           |
| 8e | Sam Bennett       | Irlande   | Deceuninck-Quick Step            | + 0 s           |
| 9e | Itamar Einhorn    | Israël    | Israel Start-Up Nation           | + 0 s           |
| 10e | Romain Cardis     | France    | Total Direct Énergie             | + 0 s           |

### Classements UCI
La course attribue des points au Classement mondial UCI 2020 selon le barème suivant.
| Position           | 1er | 2e  | 3e  | 4e  | 5e | 6e | 7e | 8e | 9e | 10e | 11e | 12e | 13e | 14e | 15e | 16e à 30e | 31e à 40e |
| Classement général | 200 | 150 | 125 | 100 | 85 | 70 | 60 | 50 | 40 | 35  | 30  | 25  | 20  | 15  | 10  | 5         | 3         |